# Minni Boh

Minni Boh um 1900

Minna „Minni“ Elise Charlotte Boh geb. Ankele (* 11. Juli 1858 in Geestemünde, Königreich Hannover; † 6. April 1918 in Pillnitz, Königreich Sachsen) war eine deutsche Schriftstellerin.

## Leben
Boh wurde als Tochter des angesehenen Kaufmanns Johann Heinrich Ankele geboren. Sie zeigte früh Interesse für die Literatur und das Schreiben und verfasste kleine Märchen und Erzählungen für ihre Geschwister. Erst nach der Heirat mit dem Schriftsteller Felix Boh (1844–1923) 1882 begann sie für den Druck zu schreiben. Da ihr Mann in Dresden arbeitete, zog auch Minni Boh 1884 nach Dresden und lebte bis zu ihrem Tod in Weinböhla, Söbrigen und Pillnitz.
Sie schrieb Märchen für Kinder und verfasste Gedichte und Erzählungen. „Einige ihrer Gedichte wurden preisgekrönt, und ihr Flug durchs Zauberland erhielt die Auszeichnung von der deutschen Kaiserin für die Kaiserlichen Prinzen entgegengenommen zu werden.“ Besonders erfolgreich wurde ihr dramatisiertes Weihnachtsmärchen Im Nixenschloss, das in der Spielzeit 1895/96 am Dresdner Residenztheater 33 Aufführungen erlebte und auch in Chemnitz und Wien aufgeführt wurde.

## Werke
- Ein Flug durch's Zauberland. Neuer Märchenstrauß für die Jugend gewunden. Mit 4 feinen Farbendruckbildern und Zeichnungen nach Vorlagen von Anna Rinneberg. Haering, Braunschweig 1890.
- Sie will zur Bühne (Lustspiel, 1893)[2]
- Im Nixenschloß. Weihnachtsmärchen. Dresden 1896
- Treu vereint (Dichtung, 1896)[3]
- Zu hoch hinaus (Novellen, 1904)[4]
- Balladen (1908)[5]
- Schuld (poetische Erzählungen, 1910)[6]
- Ludmilla (Opernlibretto, 1912)[7]
- Kriegsgedichte (1915)[8]